# 胡家镇站
胡家镇站是一个沟海线上的铁路车站，位于辽宁省盘山县胡家镇，目前为四等站，邮政编码为124102。目前不办理客运营业；货运：办理整车货物发到。
建于1970年，称“工农兵站”。1984年改胡家站。